# 김방원
김방원(1983년 6월 21일 ~ )은 대한민국의 배우이다.

## 출연작

### 드라마
- 《철인왕후》(2020년, tvN) - 살수 역
- 《왕의 얼굴》 (2014년, KBS2) -  강진열 역
- 《최고다 이순신》 (2013년, KBS2) -  박윤식 역
- 《각시탈》 (2012년, KBS2) - 김득수 역
- 《남자 이야기》 (2009년, KBS2) - 사채 역
- 《연애결혼》 (2008년, KBS2)
- 《일단 뛰어》 (2006년, KBS2)

### 영화
- 《더 폰》 (2015년) - 배형사 역
- 《기술자들》 (2014년) - 고층빌딩 경비 2 역